# Colonización del sistema solar externo
La colonización del sistema solar externo es un concepto desarrollado sobre todo en la literatura de ciencia ficción.
Algunas de las lunas de los planetas externos del sistema solar son lo suficientemente grandes como para ser lugares adecuados para su colonización. Muchas de las lunas grandes contienen agua congelada, agua líquida, y compuestos orgánicos que pueden resultar útiles para sustentar la vida humana. Las colonias en el sistema solar externo puede ser de gran utilidad para estaciones espaciales duraderas, la investigación térmica del planeta y las otras lunas. En particular, los mecanismos robóticos serían controlados por humanos sin necesidad del retraso temporal necesario para comunicarse con la Tierra. Existen también propuestas para asentamientos roboticas aerostáticas en la atmósfera de planetas gigantes gaseosos para la exploración y posible tratamiento del helio-3, que tendría un alto valor por unidad de masa como combustible termonuclear.

## El sistema joviano

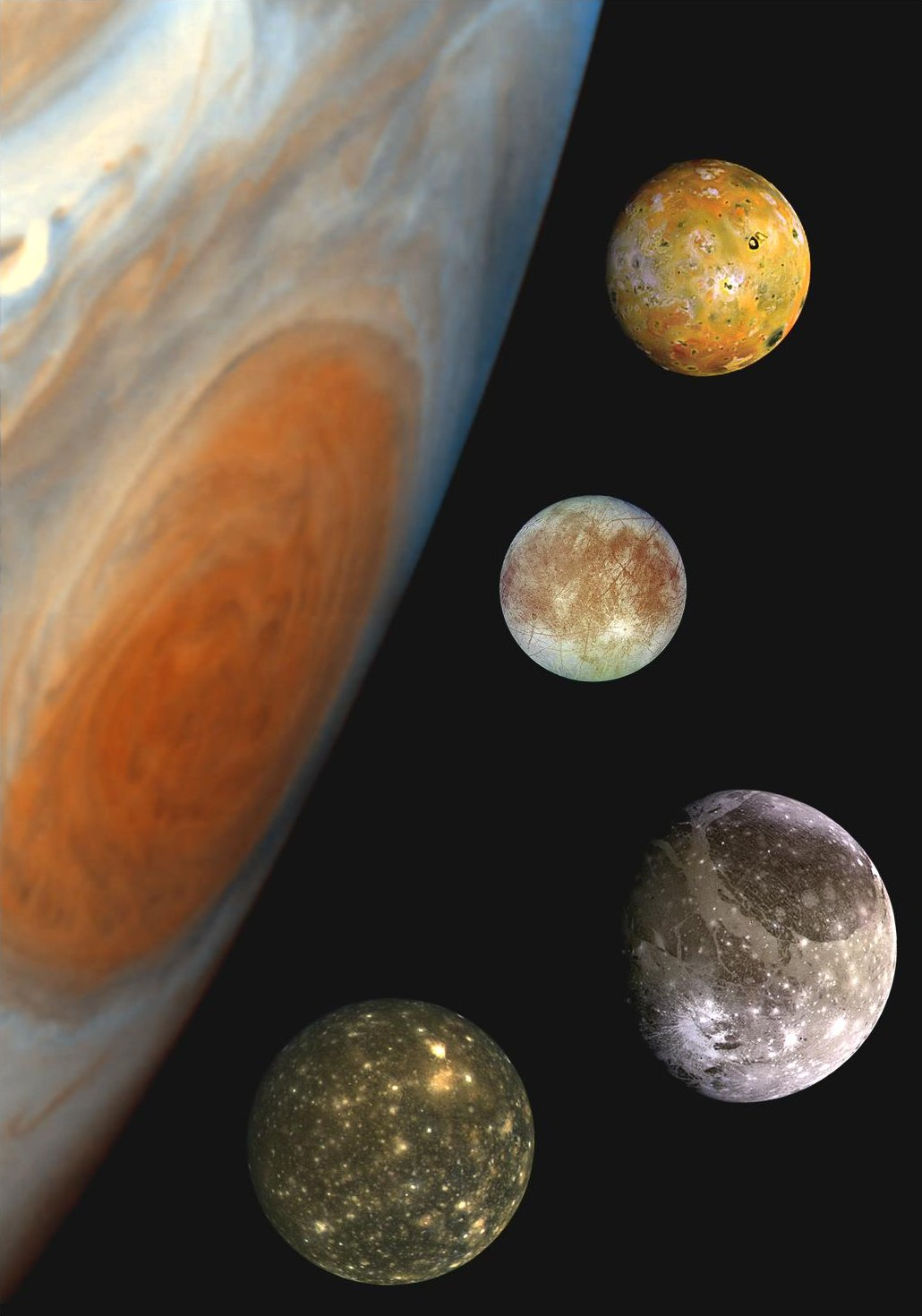
Los cuatro satélites galileanos, en una composición comparando sus tamaños con el tamaño de Júpiter. En orden descendente, son Ío, Europa, Ganímedes y Calisto.

En general, el sistema Joviano posee desventajas para su colonización a causa de su gran radiación medioambiental y su peculiar y profunda gravedad. Su radiación es de 3.600 rems por día para los colonizadores sin protección en Ío y sobre 540 rems por día para los colonizadores desprotegidos en Europa. El sometimiento a aproximadamente 75 rems durante unos pocos días es suficiente como para causar el envenenamiento radioactivo, y alrededor de 500 en pocos días puede ser fatal.

### Júpiter
Júpiter podría ser el lugar para colonizaciones aéreas tales como ciudades flotantes, suponiendo que la radiación y la gravedad se tengan en cuenta. Júpiter tiene una atmósfera muy intensa igual a la de los niveles del mar en la Tierra, donde hay también un cielo azul, aunque es más frío que nuestro planeta; pues está más lejos del Sol.
Uno de los cambios importantes en el afán de colonizar Júpiter sería la radiación intensa en la magnetosfera del planeta.

### Europa
El proyecto Artemis fue diseñado con el objetivo de colonizar Europa. Los científicos taladrarían la superficie helada, explorando su subsuperficie oceánica. También se analiza el uso de bolsas de aire para la instalación de humanos.

### Ganímedes
Ganímedes es la luna más grande del sistema solar, convirtiéndola en un objetivo para su colonización. Además Ganímedes es la única luna que posee una magnetosfera pero esta es ensombrecida por el campo magnético de Jupiter. Ganímedes recibe alrededor de 8 rem de radiación por día.

### Calisto
La NASA llevó a cabo un estudio bautizado HOPE (Conceptos revolucionarios para Human Outer Planet Exploration) con respecto a la futura exploración del sistema solar. El objetivo elegido fue Calisto. Podría ser posible construir una base en la superficie que produciría combustible para exploraciones más lejanas del sistema solar.

## El sistema saturniano

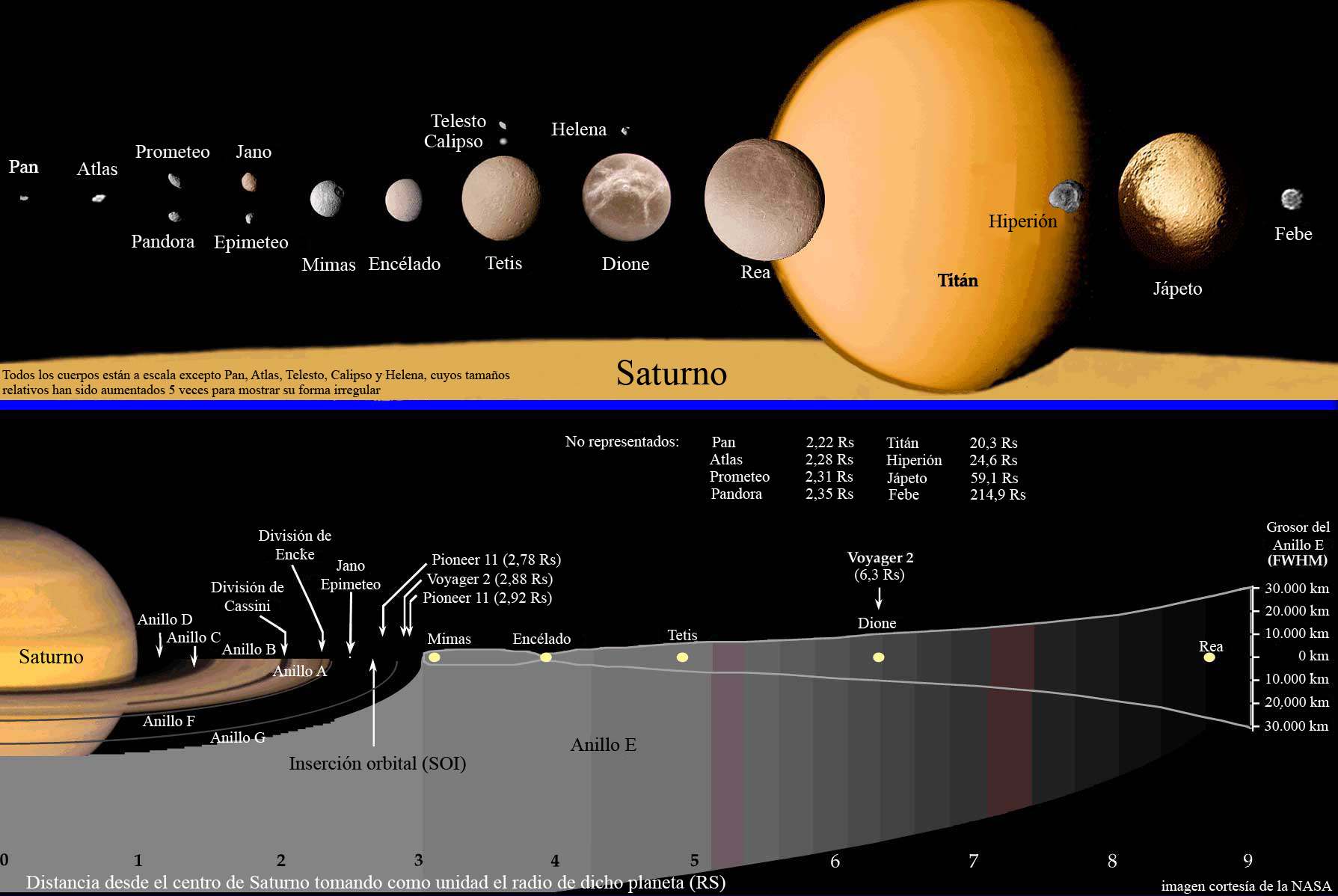
Mapa del sistema de lunas y anillos de Saturno.

Robert Zubrin describió a Saturno, Urano y Neptuno como "el golfo Pérsico del sistema solar", así como la fuente más grande de deuterio y helio-3, Saturno es el más importante y valioso de los tres, a causa de su relativa proximidad, baja radiación, y sistemas excelentes de lunas.

### Titán
Robert Zubrin describió a Titán como un objeto que posee en abundancia todos los elementos necesarios para sustentar vida, esto hace que Titán sea quizás la zona más aventajada del sistema solar externo para su colonización, y se dice que "de cierta manera, Titán es el mundo extraterrestre más hospitalario dentro del sistema solar externo para la colonización humana." 
La superficie de Titán está casi desprovista de cráteres, hecho que nos infiere que podría ser una tierra activa y joven, y probablemente alberga cantidades grandes de agua congelada, y lagos de hidrocarbono líquido (metano/etano) en sus regiones polares. Mientras que su temperatura es criogénica (95 K) puede ser hábil para soportar una base, pero aún es necesaria más información acerca de la superficie y actividades de Titán. La espesa atmósfera y el clima, así como posibles inundaciones repentinas, son también factores a tener en cuenta.
Además, un experto en terraformación, Christopher McKay, es también coinvestigador en el sonda Huygens que aterrizó en Titán en enero de 2005.

### Encélado
El 9 de marzo de 2006, la sonda espacial Cassini de NASA encontró posibles evidencias de agua líquida en Encélado.  Los embalses de agua líquida no podrían ser superiores a los 10 metros bajo la superficie. Si esto es confirmado, significaría que el agua líquida podría ser recogida con más facilidad en Encelado que, por ejemplo en Europa (véase arriba). El descubrimiento de agua, especialmente en estado líquido, por lo general mejora las consideraciones de un cuerpo celeste para su colonización. Un modelo alternativo de la actividad de Encelado es la descomposición de caltratos de agua y metano; un proceso que requiere temperaturas más bajas que las erupciones de agua líquida. La relativa y gran densidad de Encelado nos indica el núcleo de silicato más grande del sistema saturniano que proporcionaría materiales para una base de operaciones.

## Urano

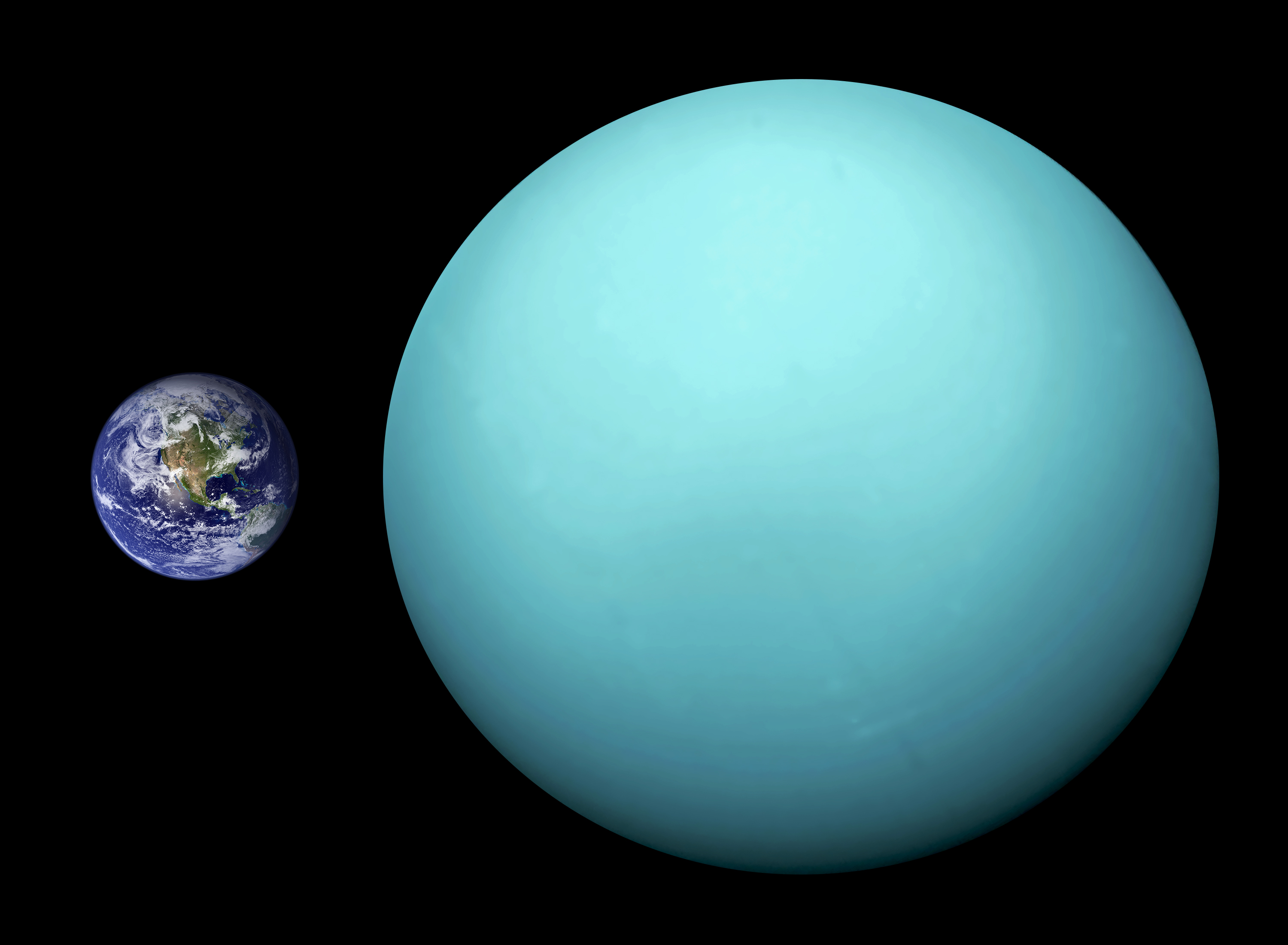
Comparación de los tamaños de Urano y la Tierra.

A causa de que Urano tiene la velocidad de escape más baja de los cuatro gigantes gaseosos, se ha propuesto como una región para la explotación del helio-3. Si las actividades robóticas lo demuestran con precisión, uno de los satélites naturales de Urano podría servir como base. Una posibilidad alternativa son las ciudades flotantes en su atmósfera. Usando globos llenos de hidrógeno, pueden suspenderse en el aire masas[cita requerida] por debajo de la gravedad terrestre. Saturno y Neptuno podrían ser adecuados también, pero Júpiter posiblemente no, debido a su gran gravedad, velocidad de escape, y radiación.

## Neptuno
Neptuno y sus satélites podrían ser también objetivos de colonización, pero están muy lejos, y Neptuno tiene una gravedad más grande que la de Urano. Sus lunas, en especial Tritón, podrían ser colonizadas. La superficie de Tritón muestra señales de actividades geológicas extensas implicando un océano subterráneo, quizás de amoniaco o agua. Aprovechando la energía geotérmica sería factible la colonización de un mundo criogénico como Tritón, complementado por el poder de la fusión nuclear.

## El cinturón de Kuiper y la nube de Oort
El destacado físico Freeman Dyson alude más a los cometas, que a los planetas, pues podrían ser objetivos potenciales para sustentar vida en el espacio.

## Desafíos
Hay varios problemas en lo que refiere a la colonización del sistema solar externo. Ellos son:
- La distancia a la Tierra: Los planetas externos están mucho más distantes de la Tierra que los planetas internos, y por lo tanto es más difícil de llegar hasta ellos.
- Las condiciones planetarias: los planetas externos no tienen una superficie sólida, de modo que sus colonizaciones implicarían la construcción de colonias flotantes, incremento de la complejidad y disminución de la fiabilidad. Las lunas y cometas no presentan este problema, aunque algunos entrañan dificultades especiales (ej. Europa está alrededor del intenso cinturón radioactivo de Júpiter).
- La energía: la energía solar está generalmente considerada como inadecuada a causa de la gran distancia al Sol. Se cree que la energía nuclear sería la única fuente factible para las colonias.